# عث العنب
عث العنب ويعرف أيضاً باسم حَلَم العنب (Eriophyes vitis)، هو مرض فيروسي يصيب أشجار العنب، ويتسبب في إصابة الأوراق وظهور انتفاخات متفرقة ويصيب الأعضاء الأخرى مثل البراعم الإبطية والمحاليق والثمار الصغيرة، ينتشر هذا المرض في الكرمة في مناطق كثيرة بأنحاء العالم، وله ثلاث سلالات متميزة: سلالة تجعد الأوراق، وسلالة تسبب البثور، وسلالة تعيق نمو البراعم الخضرية.
يعمل هذا المرض على إنهاك الأشجار وضعف المحصول، وللحد منه يتوجب استخدام المبيدات اللازمة والعناية بأشجار الكرمة من تقليم وخدمات زراعية أخرى.